# Battaglia delle alture del Tugela
La battaglia delle alture del Tugela si svolse dal 14 al 28 febbraio 1900 nel territorio a nord ed a sud del fiume Tugela, in Natal durante la seconda guerra boera e fu il momento decisivo della lunga campagna organizzata dall'esercito britannico per liberare le truppe assediate a Ladysmith fin dall'ottobre 1899.
Dopo gravi sconfitte e ripetuti fallimenti, il comandante della forza campale britannica, il generale Redvers Buller, riuscì, a partire dal 14 febbraio 1900, a conquistare con una serie di attacchi e di lente manovre aggiranti, le colline a sud del fiume Tugela, quindi nella seconda parte della battaglia, iniziata il 22 febbraio, le truppe britanniche assaltarono e occuparono dopo lunghi e violenti scontri anche le creste a settentrione del fiume, sloggiando finalmente dalle loro forti posizioni difensive i commando boeri guidati dall'abile generale Louis Botha.
La battaglia terminò il 28 febbraio 1900 con la vittoria finale britannica e la ritirata generale dei boeri che rinunciarono a continuare l'assedio di Ladysmith e ripiegarono verso nord e verso ovest. Il generale Buller entrò in Ladysmith alla testa delle sue truppe il 1º marzo 1900 e incontrò il comandante della guarnigione assediata, generale George Stuart White, mettendo fine alla fase della guerra più difficile per i britannici.

## Assedio di Ladysmith
La seconda guerra boera era iniziata in modo disastroso per l'esercito britannico soprattutto nella regione del Natal; la cospicua forza campale al comando del generale George Stuart White, appena sbarcata nella colonia, era stata sorpresa dall'improvvisa offensiva di numerose colonne boere del Transvaal e dello Stato Libero d'Orange che, al comando dei generali Piet Joubert e Martinus Prinsloo, avevano invaso da diverse direzioni il Natal settentrionale. Le truppe britanniche d'avanguardia al comando del generale William Penn Symons, schierate in posizioni troppo avanzate, avevano dovuto ripiegare precipitosamente il 21 ottobre 1899, mentre la forza campale principale del generale White, dopo alcuni successi locali, era stata duramente sconfitta il 30 ottobre 1899 (il "lunedì nero", mournful monday) nella battaglia di Ladysmith. Il generale White era rimasto fermo con le sue forze e il 2 novembre 1899 era stato respinto dentro Ladysmith che era stata subito assediata dai commando boeri. Oltre 13 000 soldati britannici furono quindi bloccati all'interno della città e sottoposti al fuoco dell'artiglieria nemica ed a crescenti privazioni materiali.

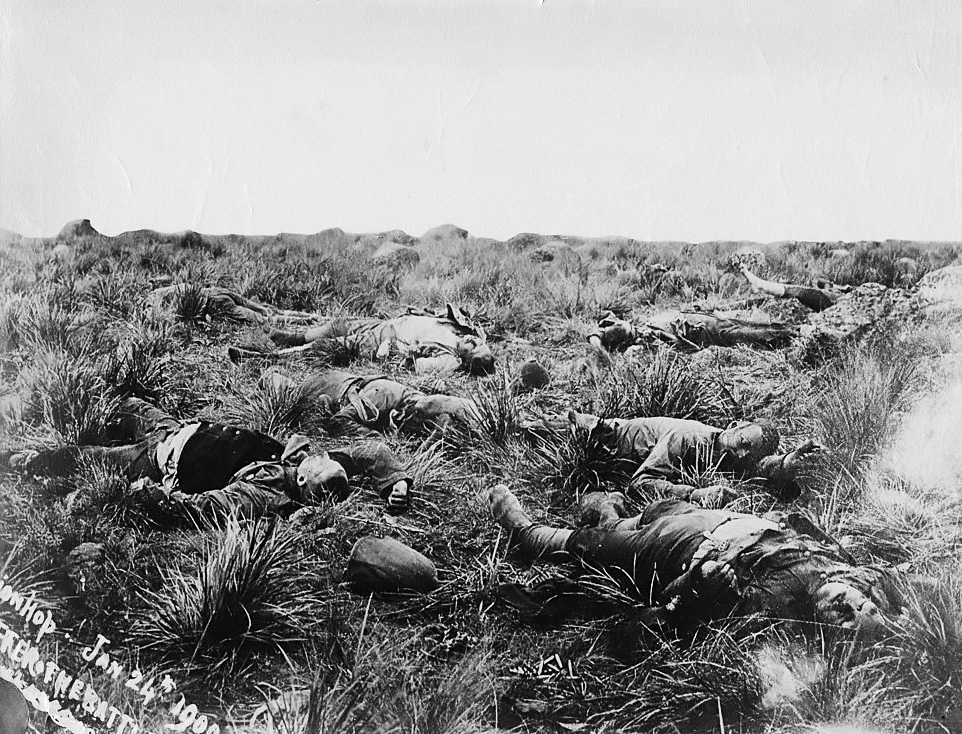
Caduti britannici della battaglia di Spion Kop.

Il generale Redvers Buller, comandante in capo del grande corpo di spedizione inviato dall'Impero britannico in Sud Africa dopo l'inizio della guerra, aveva quindi dovuto trasferirsi subito in Natal con una parte delle sue forze, stabilizzare inizialmente la situazione e quindi organizzare una grande offensiva verso nord in direzione di Ladysmith per cercare di liberare al più presto la guarnigione del generale White. Mentre il generale Buller concentrava le sue truppe intorno al centro ferroviario di Estcourt, i boeri, dopo una pericolosa incursione a sud, che era sembrata mettere in pericolo anche il porto di Durban, si erano schierati a difesa della linea del fiume Tugela a sud di Ladysmith che, grazie all'andamento tortuoso del corso d'acqua ed alla presenza di una serie di aspre catene montuose, era facilmente difendibile. Il generale Louis Botha aveva preso il comando delle forze boere sul Tugela, mentre una parte dei commando continuavano l'assedio di Ladysmith.

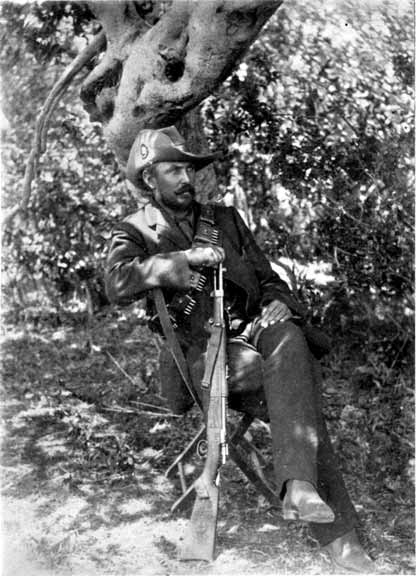
Il generale Louis Botha. comandante delle forze boere sul fiume Tugela.

Il primo tentativo del generale Buller di superare le difese del Tugela e raggiungere Ladysmith ebbe luogo il 15 dicembre 1899 e terminò con un grave fallimento; nella battaglia di Colenso i britannici furono respinti con serie perdite e dovettero rinunciare ad attraversare il fiume a Colenso lungo la strada diretta per Ladysmith, sotto il fuoco dei miliziani boeri attestati nelle trincee scavate sulla riva settentrionale. Il generale Buller, depresso e pessimista, dovette cedere il comando supremo al feldmaresciallo Frederick Roberts ma mantenne la guida delle truppe in Natal, la cosiddetta Natal Field Force, e, dopo l'arrivo di una divisione di rinforzo, fece un nuovo tentativo nel gennaio 1900 di sbloccare la guarnigione di Ladysmith che nel frattempo era sottoposta ad un duro assedio e aveva dovuto respingere un pericoloso assalto in massa boero il 6 gennaio 1900.
La battaglia di Spion Kop del 23 e 24 gennaio 1900 si concluse con una nuova sconfitta britannica; a causa di alcuni errori tattici e della violenta reazione dei boeri del generale Botha, una manovra di aggiramento a occidente di Colenso non ebbe successo e il generale Buller decise di rinunciare a proseguire l'operazione e fece ripiegare le truppe a sud del Tugela. Un terzo tentativo si concluse con un nuovo rovescio nella battaglia di Vaal Kranz il 7 febbraio 1900; i britannici si ritirarono di nuovo. Dopo questi fallimenti, il comandante delle forze britanniche del Natal era esposto a forti critiche da parte dei dirigenti politico-militari e anche di parte delle truppe e degli ufficiali subordinati del suo esercito; il feldmaresciallo Roberts invitò il generale Buller alla prudenza ed a mantenere un atteggiamento difensivo. Il comandante della forza campale del Natal considerava invece che fosse necessario effettuare al più presto un nuovo tentativo per sbloccare la guarnigione di Ladysmith che, estenuata e sfibrata, reclamava da molte settimane un aiuto. Nonostante le sconfitte, il generale Buller ritenne di aver finalmente individuato il settore più favorevole per attaccare le linee boere sul Tugela e di aver compreso la migliore tattica da seguire per raggiungere il successo.

## Piani e schieramenti
Dopo il fallimento dell'attacco diretto lungo la strada maestra da Colenso a Ladysmith e delle manovre aggiranti a occidente attraverso il Tugela, il generale Buller decise di organizzare una vasta manovra di aggiramento a oriente, dove il corso del fiume correva incassato tra aspre colline. Le difficoltà orografiche della zona avevano fatto in un primo tempo escludere questo settore come possibile obiettivo, ma dopo le infelici esperienze precedenti il comandante britannico ritenne inevitabile cercare di aprirsi un varco in questo territorio. I boeri occupavano a sud del Tugela una serie di colli rocciosi irregolari e fratti, coperti di cespugli; il più importante di queste elevazioni del terreno era il Hlangwane che sbarrava la riva meridionale del fiume; questo colle tuttavia era dominato dai colli più orientali: il "Colle verde", il "Cingolo" e il "monte Cristo".

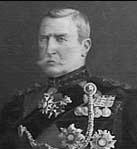
Il generale Redvers Buller

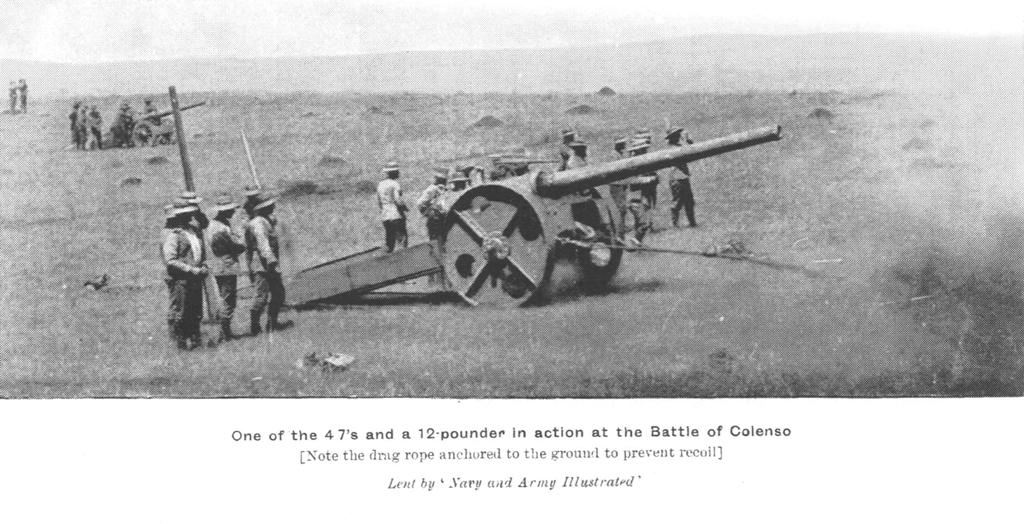
Cannoni navali britannici da 4,7 pollici

Il generale Buller aveva compreso che nella guerra moderna, caratterizzata dalla potenza di fuoco e dalle posizioni trincerate, le vecchie tattiche basate sul rapido attacco decisivo, erano ormai superate; la battaglia di nuovo tipo si sarebbe invece prolungata per molti giorni e sarebbe stata caratterizzata da una lunga serie di combattimenti collegati secondo precisi piani strategici. Era inoltre richiesta una profonda modifica delle tattiche della fanteria; i reparti avrebbero dovuto dispiegarsi in ordine sparso, avrebbero dovuto sfruttare le caratteristiche del terreno e ricercare il riparo migliore, era importante una maggiore capacità di iniziativa individuale dei soldati; infine era decisiva una stretta e costante cooperazione dell'artiglieria che avrebbe dovuto fornire un appoggio sistematico di fuoco alla fanteria durante tutte le varie fasi della campagna.
Il comandante della forza campale del Natal quindi decise di attaccare metodicamente, impiegando le nuove tattiche, le colline presenti a sud del Tugela che avrebbero dovuto essere conquistate una dopo l'altra sfruttando soprattutto la notevole potenza della sua artiglieria pesante e campale. La Natal Field Force era costituita in questa fase da circa 30 000 soldati, raggruppati nella 2ª Divisione al comando del generale Neville Lyttelton e nella 5ª Divisione del generale Charles Warren; erano disponibili oltre cinquanta pezzi di artiglieria compresi i cannoni navali da 12 libbre e da 4,7 pollici e i due cannoni della Royal Garrison Artillery da 5 pollici appena arrivati. I soldati britannici della Natal Field Force in questa fase della guerra erano ormai veterani esperti delle tattiche boere; i reparti avevano sofferto dure perdite negli ultimi tre mesi, 3 400 uomini tra morti, feriti e dispersi, e il morale aveva sofferto per le continue avanzate e ritirate, ma nel complesso la truppa era combattiva e manteneva la fiducia nel generale Buller.
Il 12 febbraio 1900 ebbe inizio la nuova offensiva con una ricognizione preliminare di reparti irregolari della South African Light Horse sul "colle degli Ussari", a sud del "colle verde"; il generale Buller si recò personalmente in cima al colle per osservare il terreno; le difese boere del generale Botha si estendevano su un lungo tratto della linea del Tugela, mentre altri commando erano presenti in un grande laager sul monte Bulwana e mantenevano l'assedio di Ladysmith. Dopo la ricognizione il generale Buller fece ripiegare la cavalleria irregolare. Nel frattempo la situazione generale stava evolvendo sempre più in favore dei britannici; mentre a Ladysmith la guarnigione del generale White era ancora in attesa di aiuto e, indebolita dalla carenza di vettovagliamento e dal diffondersi di tifo e dissenteria, appariva delusa e demoralizzata per il lungo assedio, sul fronte occidentale l'11 febbraio 1900 iniziò la grande offensiva del feldmaresciallo Roberts che avrebbe presto costretto i boeri a trasferire una parte dei contingenti dello Stato Libero d'Orange dal fronte del Natal al settore del Modder per difendere la capitale Bloemfontein.

## Quarto tentativo di liberazione di Ladysmith

### Prima fase della battaglia
Il 14 febbraio 1900 il generale Buller iniziò il suo quarto tentativo di sfondare le linee del Tugela e liberare Ladysmith inviando sul "colle degli Ussari", a sud-est di Colenso, la brigata di cavalleria e fanteria montata del colonnello Dundonald che occupò facilmente la posizione; quindi il comandante britannico fece schierare sul colle gran parte della sua artiglieria, tra cui i cannoni pesanti da 4,7 e 5 pollici, e iniziò a bombardare con un costante fuoco d'artiglieria tutti i colli a sud del Tugela. Il 16 febbraio venne sferrato l'attacco principale da parte della divisione del generale Neville Lyttelton; la brigata del generale Geoffrey Barton attaccò al centro il "colle verde", mentre le altre due brigate del generale Lyttelton marciarono in diagonale verso nord-est per attaccare prima il "Cingolo" e poi il "monte Cristo".
Il 18 febbraio 1900 gli attacchi britannici ebbero successo; mentre gli Scots Fusiliers della brigata del generale Barton raggiungevano e occupavano il "colle verde", l'assalto del generale Lyttelton, preceduto da un intenso e preciso fuoco di artiglieria e sostenuto dal tiro delle mitragliatrici Maxim, sbaragliò le difese boere. Dopo la conquista del "Cingolo" i soldati britannici proseguirono verso nord; il "monte Cristo" fu assaltato e conquistato dalla brigata del generale Henry Hildyard; due compagnie del reggimento West Yorkshire raggiunsero l'obiettivo per prime e riuscirono a mantenere le posizioni fino all'arrivo dei rinforzi. I boeri, timorosi di essere tagliati fuori a sud del Tugela, non opposero grande resistenza e fuggirono in disordine per cercare riparo a nord del fiume.

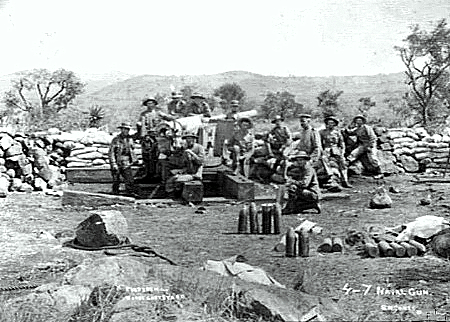
Postazione dell'artiglieria pesante britannica da 4,7 pollici.

Il cedimento delle difese sui colli più orientali provocò anche l'abbandono da parte dei boeri del Hlangwane, l'altura più vicina alle rive del Tugela che sovrastava Colenso; i britannici occuparono subito il colle. Il generale Buller preferì non inseguire i boeri in fuga e fece occupare da due compagnie di fanteria la cittadina di Colenso; quindi alcuni reparti di fanteria montata attraversarono a guado il Tugela e salirono sul colle di Fort Wyle. La situazione generale delle forze britanniche tuttavia non appariva ancora del tutto favorevole e la parte più difficile della battaglia doveva ancora essere combattuta. Nonostante che fossero state conquistate tutte le posizioni a sud del fiume, il generale Buller ora si trovava di fronte le aspre elevazioni del terreno della riva settentrionale che si prestavano alla difesa boera e che dominavano le due strade che conducevano da Colenso a Ladysmith. Il generale Buller ritenne inevitabile ritornare a Colenso; egli aveva esaminato la possibilità di attraversare il Tugela a nord-ovest scendendo dal "monte Cristo", ma i suoi ufficiali del genio ritennero questo percorso impraticabile per l'esercito. Il comandante in capo quindi decise di costruire un ponte di barche di fronte al Hlangwane e attraversare in quel punto prima di attaccare i colli della riva settentrionale.
Il 21 febbraio venne costruito il ponte galleggiante e il 22 febbraio la brigata di testa del generale Arthur Wynne, appartenente alla divisione del generale Warren, passò sulla riva settentrionale con la missione di iniziare l'attacco ai colli quattro chilometri a nord di Colenso. Da sud-ovest e nord-est i boeri del generale Botha occupavano quattro colline; l'ultima più a nord, il cosiddetto "colle Pieters" appariva la posizione più importante delle difese. Alcuni ufficiali criticarono la decisione del generale di attraversare il Tugela in quel punto e di attaccare in un terreno apparentemente così sfavorevole, serrato tra il fiume e i versanti delle colline; essi consideravano la situazione tattica fortemente svantaggiosa per i britannici. Le favorevoli notizie provenienti dal fronte occidentale e le informazioni di una ritirata dei commando boeri dello Stato Libero d'Orange, rafforzarono tuttavia l'ottimismo del generale Buller che il 21 febbraio comunicò per eliografo al generale White a Ladysmith che credeva di dover affrontare solo delle retroguardie e che contava di raggiungere la guarnigione assediata entro due giorni.

### Seconda fase della battaglia

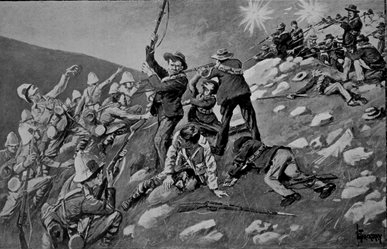
L'attacco notturno degli irlandesi del reggimento Inniskillings al "colle di Hart".

Il generale Buller aveva progettato di attaccare i quattro colli delle riva settentrionale in successione uno dietro l'altro, mantenendo uno stretto coordinamento tra le sue forze, ma lo sviluppo della battaglia fu molto più difficile del previsto; i boeri non erano affatto in ritirata e si batterono duramente a difesa delle alture, ritardando la conclusione finale dello scontro. Il generale Botha era stato incitato dal presidente del Transvaal Paul Kruger a perseverare e continuare a resistere nonostante il cedimento delle difese a sud del Tugela.
Il 22 febbraio 1900 l'attacco della brigata del generale Wynne ai due colli più occidentali a nord del Tugela, i cosiddetti "colle a ferro di cavallo" e "colle di Wynne", fu duramente contrastato dai boeri che mantennero un intenso fuoco di fucileria dall'alto del lieve declivio dell'altura; i britannici subirono il tiro nemico ed ebbero forti perdite, l'avanzata continuò con difficoltà. Infine al giungere della notte, la brigata del Lancashire del generale Wynne raggiunse una solida posizione sulle creste principali dei due colli, ma era esausta dopo aver subito oltre 500 perdite e lo stesso generale Wynne era rimasto ferito e venne sostituito prima dal colonnello Crofton e poi dal generale Walter Kitchener. L'attacco al colle successivo del 23 febbraio da parte della brigata irlandese del generale Alan Fitzroy Hart, dipendente dalla divisione del generale Lyttelton, contro quello che venne denominato il "colle di Hart", fu ancora più difficile e rischiò di trasformarsi in un disastro per i britannici.
Il generale Buller aveva attraversato il Tugela con il suo stato maggiore ed era rimasto esposto al fuoco dei boeri; la situazione non appariva facile per le sue truppe; i soldati sul "colle di Wynne" era sotto la pressione del nemico schierato sui lati dell'altura; il comandante in capo era determinato a continuare l'attacco impiegando la brigata del generale Hart. Il generale Hart era un ufficiale rigido, dal grande coraggio personale ma strettamente aderente alle vecchie tattiche dell'attacco frontale in schieramento serrato; il generale Lyttelton lo avrebbe criticato aspramente per la sua imprudenza durante la battaglia. L'attacco della brigata irlandese del 23 febbraio fu preceduto dal fuoco dell'artiglieria che tuttavia, sparando dalla riva meridionale del Tugela, non raggiunse con efficacia le posizioni boere sulle alture; inoltre le truppe britanniche dovettero percorrere prima di raggiungere le posizioni d'attacco uno stretto sentiero lungo il fiume esposto al tiro dei fucilieri boeri che inflissero sensibili perdite ancora prima dell'inizio dell'attacco. Il generale Hart, soprannominato "generale Testa-su", guidò personalmente i suoi uomini esponendosi coraggiosamente al fuoco avversario ma decise che le truppe marciassero in colonne serrate.
I soldati della brigata dovettero anche attraversare un torrente in piena passando, sotto il fuoco nemico, su un ponte ferroviario; infine i battaglioni di testa irlandesi arrivarono al crepuscolo ad una posizione riparata ai piedi del "colle di Hart"; le truppe erano in grave ritardo. Nonostante che fosse ormai imminente il calare del sole e che gli altri battaglioni fossero ancora indietro, il generale Hart, irritato dal ritardo ed intenzionato ad attaccare, decise di sferrare subito l'assalto al colle con i reparti sul posto senza attendere l'arrivo di tutti i battaglioni assegnati alla brigata. L'attacco fu quindi sferrato nella serata del 23 febbraio, inizialmente solo dal reggimento Inniskillings, che non poté neppure avere il sostegno dell'artiglieria. Dopo violenti combattimenti sulle pendici rocciose del colle, l'assalto, diretto dal generale Hart, si concluse con un insuccesso; gli Inniskillings vennero respinti anche al secondo assalto ma il generale ordinò un terzo attacco con il sostegno di alcune compagnie appena arrivate dei reggimenti irlandesi Connaughts Rangers e Royal Dublins Fusiliers. I boeri, nascosti tra le rocce, mantennero un efficace fuoco di fucileria sulle truppe britanniche che furono bloccate sulla falsa cresta del colle dal tiro dei boeri schierati sulla linea di cresta vera e subirono perdite molto elevate. Durante la notte gli irlandesi rimasero fermi sotto il fuoco nemico; al mattino i superstiti, dopo aver abbandonato i feriti, ridiscesero il colle; gli Inniskillings avevano subito la perdita del 72% degli ufficiali e del 27% dei soldati. Fortunatamente per i britannici, al mattino del 24 febbraio arrivarono altri due battaglioni assegnati alla brigata del generale Hart; il Durham Light Infantry e la Rifle Brigade ripartirono all'attacco, portarono sostegno agli irlandesi ed evitarono la disfatta sul "colle di Hart", riuscendo a raggiungere una precaria posizione sulle creste più basse dell'altura.

### Cedimento delle difese boere
Dopo il cruento combattimento, il generale Buller decise, nonostante le proposte del generale Hart intenzionato a riprendere gli attacchi al colle, di modificare i suoi piani per cercare superare con una manovra aggirante lo sbarramento boero sulle colline dominanti il corso del Tugela. Dopo una nuova ricognizione del terreno, il colonnello Sandbach comunicò che riteneva possibile iniziare un nuovo passaggio del Tugela trasferendo il ponte galleggiante più a nord, circa 1 600 metri a valle delle cascate del fiume, attraverso il quale si sarebbe potuto far passare i cannoni ed alcune brigate che, procedendo lungo un angusto sentiero avrebbero raggiunto le colline più a nord del complesso delle alture della riva settentrionale. Il generale Buller quindi decise di adottare un nuovo piano e sferrare un attacco a tenaglia a sud, da ovest verso est, con la divisione del generale Lyttelton e da nord dove tre brigate della divisione del generale Warren avrebbero attaccato, dopo il passaggio del fiume, le alture del "colle di Hart", del "colle della ferrovia" e del "colle Pieters" da est verso ovest.

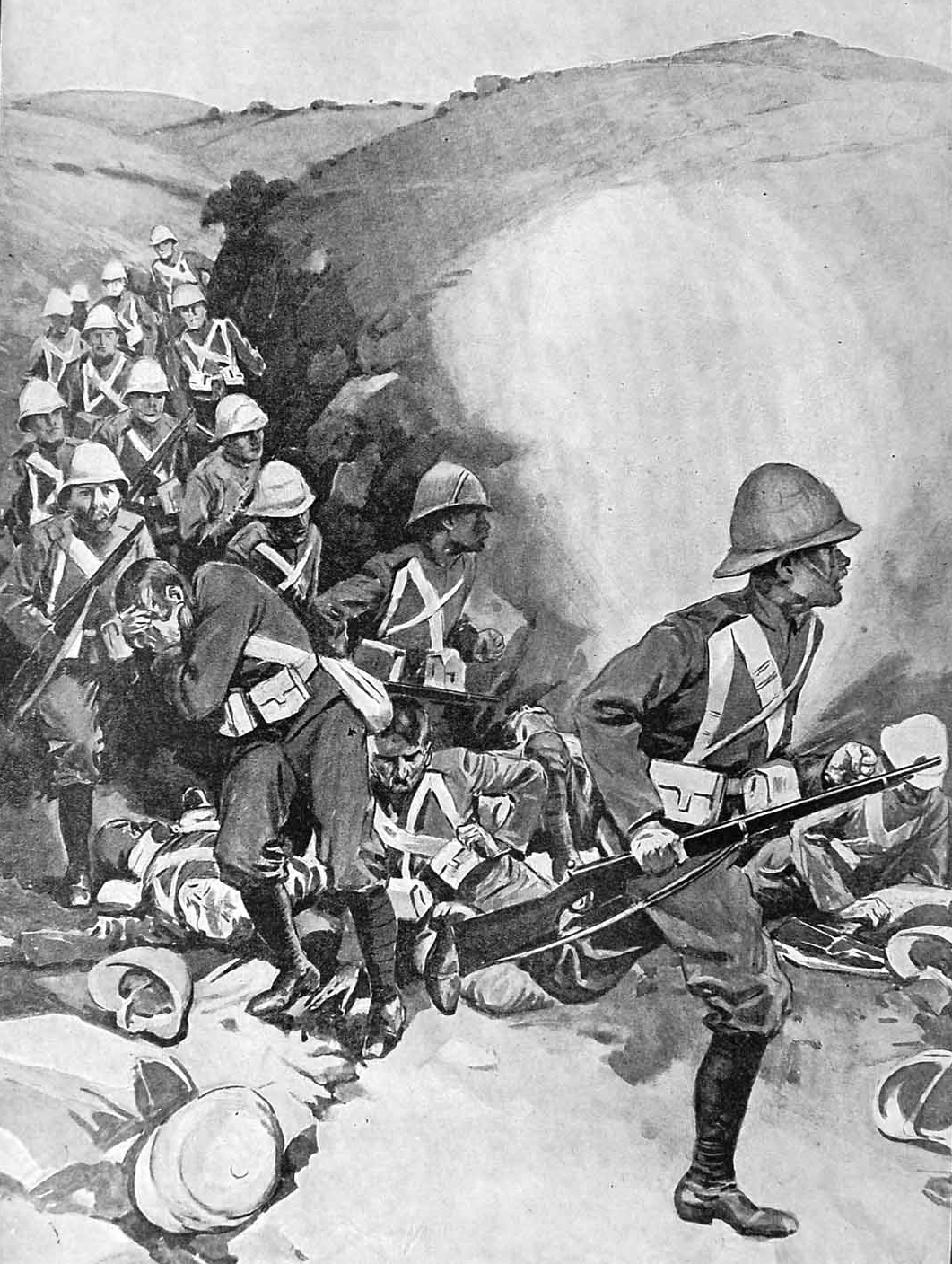
Truppe britanniche in marcia per attaccare il "colle Pieters" e il "colle della ferrovia".

Dopo i sanguinosi scontri sul "colle di Wynne" e sul "colle di Hart", centinaia di feriti delle due parti erano rimasti abbandonati sul terreno senza cure; quindi nella notte del 24 febbraio il generale Buller e il generale Botha concordarono una tregua per assistere i soldati. L'armistizio durò per sei ore nella giornata del 25 febbraio e permise alle due parti di soccorrere i feriti ed evacuare i caduti; si verificarono anche incontri tra i soldati delle due parti; al tramonto del 25 ottobre la tregua ebbe termine. Il generale Buller diede inizio alla fase finale della battaglia al mattino del 27 febbraio quando la brigata del generale Geoffrey Barton attraversò il Tugela sul ponte galleggiante e iniziò a marciare lungo lo stretto sentiero in direzione del "colle Pieters", la più settentrionale delle alture posta due miglia più a nord. La fanteria britannica raggiunse le posizioni di partenza per l'attacco al Pieters alle ore 12.00, mentre l'artiglieria del colonnello Parsons apriva il fuoco con grande efficacia dalla riva meridionale del Tugela per sostenere l'attacco. Il generale Botha aveva ipotizzato che dopo le gravi perdite subite sul "colle di Hart" i britannici avrebbero rinunciato a continuare la battaglia; il comandante boero comunicò al presidente Kruger che era possibile una ritirata generale nemica; egli quindi venne colto di sorpresa dall'attacco britannico al "colle Pieters" che era debolmente presidiato dai boeri.

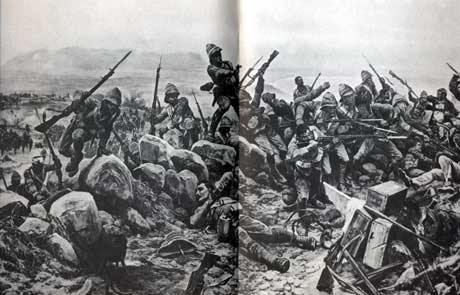
L'assalto britannico al "colle Pieters" il 27 febbraio 1900.

La brigata del generale Barton attaccò il "colle Pieters" subito dopo aver completato la difficile marcia sull'aspro terreno roccioso; sostenuta dal fuoco dell'artiglieria che organizzò per la prima volta uno schema innovativo di sbarramento mobile davanti alle truppe in avanzata, la fanteria britannica riuscì a raggiungere la sommità del colle. Dopo questo successo iniziale, tuttavia la situazione delle truppe del generale Barton divenne difficile a causa dell'arrivo di rinforzi boeri che il generale Botha aveva radunato per contenere l'avanzata nemica. I cannoni del colonnello Parsons non potevano raggiungere con il loro tiro le posizioni sulla sommità del "colle Pieters" per sostenere la fanteria, quindi i boeri riuscirono a bloccare i nemici di fronte allo sperone più settentrionale del colle; anche un attacco sferrato alle ore 14.00 da reparti di riserva del Royal Scots Fusiliers e del Royal Dublin Fusiliers venne respinto. La posizione dei britannici sul "colle Pieters" divenne precaria sotto il fuoco dei boeri schierati sul vicino "colle della ferrovia".
Il momento decisivo della battaglia ebbe inizio alle ore 15.00 quando la brigata del generale Walter Kitchener passò a sua volta all'attacco del "colle della ferrovia"; i reggimenti britannici West Yorkshires, South Lancashires e Royal Lancaster riuscirono a conquistare, attaccando il colle dal lato orientale a partire dalle pendici del "colle Pieters", tutte le creste dominanti. La fanteria sbaragliò con un assalto finale alla baionetta la resistenza dei boeri che diedero segno di cedimento; la cima del "colle della ferrovia" venne raggiunta e occupata alle ore 17.00; alcuni gruppi di combattenti boeri si arresero. Infine, dopo la costituzione di salde posizioni sulle cime del "colle Pieters" e del "colle della ferrovia", il generale Buller sferrò l'ultimo attacco con la brigata del generale Charles Norcott contro il "colle di Hart". L'assalto finale britannico venne appoggiato dal violento ed efficace tiro dei cannoni pesanti navali da 4,7 pollici che inflissero dure perdite ai boeri esposti sul terreno roccioso al fuoco dell'artiglieria. I difensori superstiti si batterono fino all'ultimo; un gruppo venne bloccato dietro una trincea protetta da un muro di pietra, e, dopo aver subito il tiro dei cannoni britannici, venne infine sopraffatto dall'assalto dei soldati della Rifle Brigade e del East Surrey che occuparono finalmente anche il "colle di Hart". Entro la serata del 27 febbraio i britannici avevano conquistato tutti e tre i colli principali della riva settentrionale; la Natal Field Force aveva subito quel giorno la perdita di 100 morti e circa 400 feriti, ma anche le perdite boere erano state pesanti e la loro capacità di resistenza era ormai crollata; nonostante i tentativi del generale Botha di riorganizzare le sue forze, i commando avevano ceduto e avevano dato inizio alla ritirata generale.

## Bilancio e conclusioni

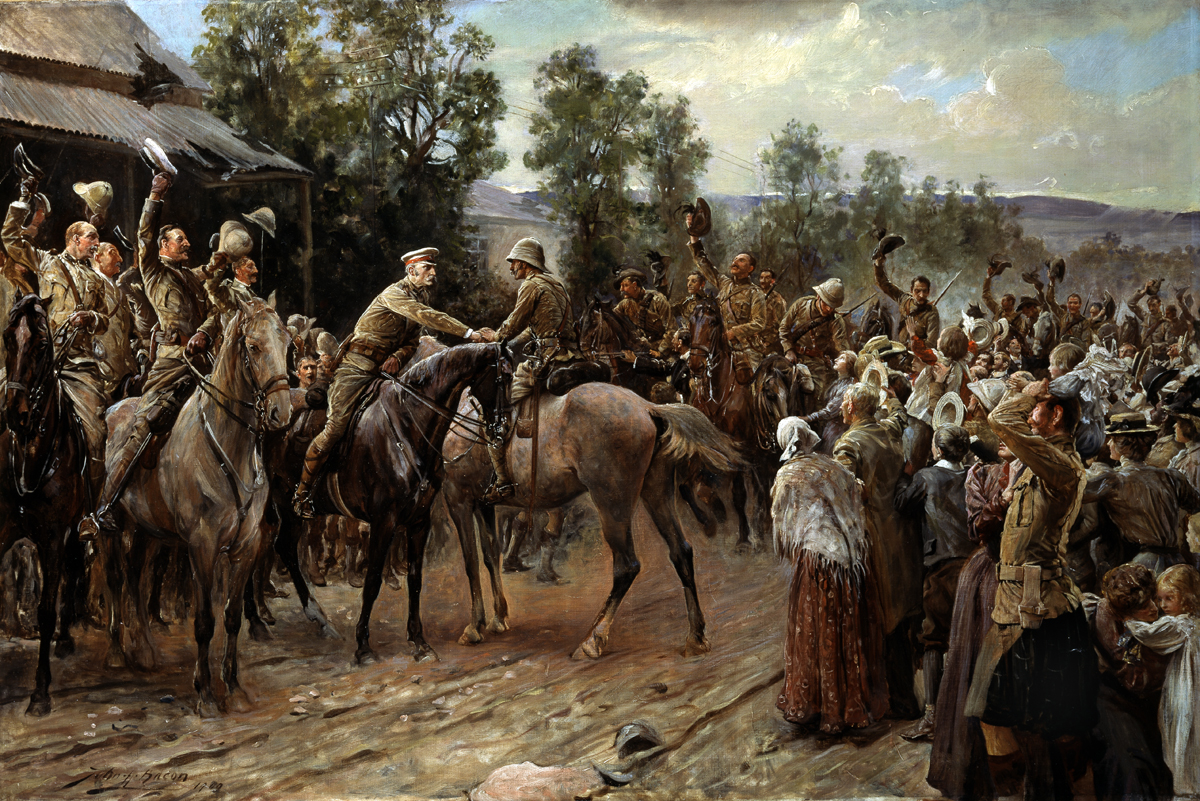
L'incontro tra il tenente colonnello Hubert Gough e il generale George Stuart White a ladysmith il 28 febbraio 1900.

Al mattino del 28 febbraio 1900 le truppe britanniche posizionate sui colli della riva settentrionale del Tugela poterono osservare la disordinata ritirata di tutte le forze nemiche; i boeri abbandonarono le loro posizioni nel disordine ma con grande rapidità; anche la guarnigione assediata di Ladysmith vide la partenza dei commando che avevano bloccato per mesi la città. I boeri rinunciarono ad ogni ulteriore resistenza ma riuscirono a ritirarsi senza difficoltà; il generale Buller rinunciò ad inseguire il nemico con la cavalleria e preferì dirigersi subito verso Ladysmith, dopo aver inviato un telegramma al generale White in cui annunciava che il nemico era stato "disfatto" e che era in "ritirata completa".
Le prime truppe britanniche a raggiungere Ladysmith furono i reparti di cavalleria del tenente colonnello Hubert Gough che giunsero alle ore 18.00 del 28 febbraio; la colonna di soccorso era stata già avvistata dalla guarnigione ed un'atmosfera di entusiasmo si era diffusa tra i soldati e la popolazione che avevano sopportato il lungo assedio. Il generale White accolse personalmente i soccorritori e si incontrò subito con il tenente colonnello Gough; il 1º marzo arrivò lo stesso generale Buller che il giorno seguente guidò una sfilata delle sue truppe di fronte ai reggimenti schierati della guarnigione di Ladysmith. In realtà nonostante l'apparente atmosfera di fierezza patriottica e coesione nazionale, tra gli ufficiali e le truppe britanniche delle due forze campali del Natal era molto diffuso il malcontento e le recriminazioni reciproche.
Il generale Buller era esposto alle dure critiche da parte di alcuni dei suoi generali per i precedenti fallimenti e soprattutto da parte di alcuni importanti ufficiali della guarnigione di Ladysmith che gli imputavano il grave ritardo della liberazione della città. Anche tra le truppe non mancarono incomprensioni; i soldati della Natal Field Force rilevarono che le truppe assediate apparivano in buone condizioni e non molto provate dall'assedio durante il quale non avevano subito molti danni o perdite, mentre i reparti della guarnigione di Ladysmith si lamentarono per la lentezza dei soccorsi nonostante la grande superiorità numerica e materiale britannica.
Durante la lunga e dura serie di combattimenti della battaglia delle alture del Tugela i britannici subirono circa 2 000 perdite tra morti, feriti e dispersi mentre i boeri, pur sconfitti, lamentarono perdite inferiori e riuscirono a ripiegare verso nord e verso ovest senza essere intralciati dalla cavalleria nemica. Il generale Buller mostrò maggiore determinazione e capacità rispetto alle fallimentari offensive precedenti e riuscì finalmente a sfondare la barriera difensiva costituita dalle truppe boere del generale Botha. Il comandante britannico, nonostante alcuni errori tattici, la lentezza e l'esitazione dell'avanzata, il mancato inseguimento del nemico, raggiunse l'obiettivo di sbloccare la guarnigione assediata. La liberazione di Ladysmith e il salvataggio delle truppe del generale White avvennero in contemporanea con la grande vittoria del feldmaresciallo Roberts alla battaglia di Paardeberg e segnarono una delle svolte decisive della guerra anglo-boera, rappresentando inoltre dal punto di vista propagandistico per l'opinione pubblica britannica uno degli eventi più famosi e importanti del conflitto in Africa del Sud.